# 짱구는 못말려 극장판: 핸더랜드의 대모험
《짱구는 못말려 극장판: 핸더랜드의 대모험》(일본어: 映画クレヨンしんちゃんヘンダーランドの大冒険)은 1996년 제작된 일본의 애니메이션 영화이다.
우스이 요시토의 《주간 액션》에 연재된 만화 《크레용 신짱》을 원작으로 하여 동명의 이름으로 제작된 TV시리즈 《짱구는 못말려》의 극장용 애니메이션 영화 시리즈 4편이다.
대한민국에서는 《짱구는 못말려 핸더랜드의 대모험》라는 제목으로, 인명을 한국식으로 바꾸어 1997년 한국어 더빙 및 전체 이용가, VHS방식으로 출시되었다. 1999년 6월 SBS프로덕션에서 다시 수입하여 재더빙한 다음 액션가면 VS 하이구레 마왕과 같이 추석특선만화로 SBS에서 방영되었다. 2008년, 대원방송에서 다시 수입하여 재더빙 작업 이후 15세 이상 관람가 등급의 《극장판 짱구는 못말려 핸더랜드의 대모험》이 챔프, 애니원, 애니박스, 채널CGV 등에서 방영되었다. 더빙 작업 과정에서 한국식 이름과 지명을 사용했다. 대원방송에서는 한국어 더빙으로 공개되었으나 영화 내의 주제가, 오프닝, 엔딩 등은 각 방송사에 따라 원어 자막(또는 생략)으로 방영했다.

## 줄거리
고망 왕세자는 악의 무리들의 공동대장인 마카오와 죠마 일행들과 힘겹게 싸우고 있었다. 가까스로 마카오와 죠마의 부하들을 물리쳤을 무렵에 메모리 미모리 왕세녀를 만난다. 고망은 메모리 미모리를 구하기 위해서 메모리 미모리를 안심시키려는 찰나, 갑자기 메모리 미모리의 모습이 흉하게 변해버렸다. 그러더니 주위가 어두워지면서 마카오와 조마가 나타나서 고망을 괴롭히기 시작했다. 고망은 마카오와 죠마를 상대로 힘겹게 싸웠지만, 마카오와 죠마는 힘을 합쳐 고망을 봉인시켜버린다. 물론 진짜 메모리 미모리도 말이다.
어느 날 떡잎 유치원에서 평소와 다름없이 미도리 선생님은 아이들에게 그림 동화책을 읽어주면서 수업을 하고 있었다. 하지만 아이들은 내일 가게 될 소풍에 들떠있는 상태였고 지루한 표정을 짓거나 심지어는 유치하다고 말을 하는 아이들까지 생겨났다. 소풍은 최근에 생긴 거대한 규모를 자랑하는 놀이 동산인 헨더랜드로 내일 갈 예정이었다. 하지만 미도리 선생님은 아이들의 태도가 불량해졌다는 이유로, 원장 선생님께 건의하여 핸더랜드로 가는 것이 아니라 가스카베 시청을 견학하는 것이 어떤가 하고 건의를 하려고 했다. 그러자 못말리는 아이들은 잘못했다고 하면서 그것만은 하지 말아달라고 부탁한다. 결국 못 이긴 척 미도리 선생님은 아이들을 위해서 방금 전의 일은 없었던 것으로 하기로 한다. 아이들은 거기에 더욱 신나서 "핸더, 핸더!"(Hender, Hender!)라고 엄청 떠들어댄다.
군마 현 기타카 시에 있는 거대한 규모의 놀이공원이 핸더랜드!(한국판에서는 경기도 용인시로 나옴) 도쿄에서도 멀지 않았기 때문에(한국판에서는 서울), 사람들이 자주 온다. 노하라 가족들의 집에 있는 텔레비전에서도 이렇게 광고를 하면서 엄청 떠들어댔지만, 정작 히로시와 미사에는 처음 듣는 소식마냥 귀를 바짝 기울이면서 텔레비전을 시청했다. 물론 내일 핸더랜드로 소풍가는 신노스케를 위해서 소리를 낮춰 텔레비전을 보는 것도 잊지 않았다.
다음 날 신노스케는 기분이 들떠있는 채로 유치원 버스를 타고 대망의 핸더랜드로 간다. 헨더랜드에는 유치원 버스로 가는 것이 아니었다. 원장 선생님이 준비해 두었던 대형 버스를 타고 가는 것이었다. 선생님들과 유치원생들은 대형 버스 안에서 나름 신나게 놀면서 재미있게 지내다가 드디어 헨더랜드에 도착했다. 핸더랜드는 텔레비전에서만 보기에는 너무나 아쉬울 정도로 거대한 규모를 자랑하고 있었다. 진짜로 헨더랜드를 바라본 선생님들과 유치원생들은 감탄에 절어있는 상태로 입을 다물지를 못했다.
원장 선생님은 핸더랜드를 관통하는 헨더 철도를 타고 싶어 했고, 물론 유치원생들도 마찬가지였다. 헨더 철도는 증기로 움직이고 있었고, 원숭이 로봇이 운전한다고 책에는 기록되었으나 정작 진짜 원숭이였다. 우메 선생님의 야한 옷차림에 원숭이들이 반했다! 그 덕에 우메 선생님은 원숭이들과 같이 열차를 타야 했다. 원장 선생님과 미도리 선생님은 쇠창살 비슷한 곳에 타야 했고, 유치원생들은 무사히 열차 안에 탔다. 처음에 3개의 문을 지나가면 하얀 안개가 낀다. 안개가 걷히고 나면 옛날 이야기의 숲이다. 다리를 건너고 나면 헨더 타운이다. 헨더 캐릭터들이 살고 있는 마을이다. 헨더 성이 보이지만 성 안은 공사중이라 못 간다. 수중 터널로 가는데 정말 물 속을 달리는 것이었고, 모두들 수중 안에 있는 물고기들을 보고 감탄했다.
드디어 원장 선생님이 플레이 랜드 열차역에서 내린다고 한다. 선생님들과 유치원생들은 전부 열차에서 내려서 플레이 랜드에 도착했다. 원장 선생님은 처음에 무엇부터 해야 할 지 고민에 빠졌지만, 토루가 지저초특급으로 가는 것이 어떠냐고 제안했다. 결국 토루의 말대로 선생님들과 유치원생들은 지저초특급으로 향한다. 하지만 신노스케는 어떤 여자들에게 팔려서 다른 곳으로 향하는데.
그런 신노스케는 주변을 머뭇거리다가 어떤 이상한 텐트들을 발견한다. 텐트들 안에는 뭔가가 신비한 것들이 있을 것 같은 마냥. 신노스케는 텐트 안으로 들어가서 유리로 만들어진 문을 만져봤다. 그런데 갑자기 문 안에서 빛이 나더니 마카오와 죠마에 의해서 봉인된 메모리 미모리 왕세녀가 있었다. 메모리 미모리는 갑자기 눈물을 흘리더니, 이내 빛은 사라지고 다시 유리로 만들어진 문 안은 어두워져서 보이지도 않게 되었다.
그 때 어떤 남자가 들어오더니 바로 크레이였다. 크레이는 신노스케에게 이곳은 아직 개장되지 않은 곳이라서 제발 다른 곳으로 가 달라고 요청했다. 하지만 신노스케는 호기심을 이기지 못해서 안달이었다. 하는 수 없이 크레이는 신노스케를 데리고 텐트 안을 구경시켜주었다. 도중에 크레이는 어떤 여자 인형을 조작하기 시작했는데, 평소와 다르게 그 인형이 말을 잘 듣지 않는 것이었다. 그러더니 그 인형은 춤을 추고 노래를 하다가 갑자기 태엽이 빠져버려서 행동정지 상태가 되어버렸다. 신노스케는 태엽이 빠져서 인형이 움직이지 않는 것을 알아채고 태엽을 제대로 돌리기 시작했다.
그러더니 갑자기 인형이 신노스케에게 인사를 하는 것이었다. 자신은 토페마라고 하고 이 곳 헨더랜드는 놀이동산이 아니라 악의 무리들이 인간 세계를 침범하기 위해서 만든 기지라고 설명했다. 덧붙여 저 남자는 악의 무리들의 공동대장인 마카오와 조마의 부하인 크레이라고 말했다. 그렇지 않아도 인상이 험악해 보였던 클레이를 보고 신노스케는 토페마의 말을 전적으로 믿었다. 그리고 크레이의 말도 믿지 않았다. 크레이는 신노스케에게 토페마나 메모리 미모리나 전부 인형이라고 거짓말을 쳤지만, 영리한 신노스케가 그 말에 속아 넘어갈 리가 없었다.(한편으로는 남자보다는 여자를 좋아하는 신노스케이니까.)
토페마는 신노스케에게 위험한 상황이 닥칠 때마다 트럼프 카드를 들고 "스게이나, 스고이데스!"(굉장해, 엄청나!)라고 외치면 위험을 막을 수 있고 신노스케가 더 강한 사람이 된다고 말했다.

## 등장인물

### 주연
- 노하라 신노스케(野原しんのすけ/신짱구)
- 노하라 히로시(野原ひろし/신형만)
- 노하라 미사에(野原みさえ/봉미선)
- 토페마 마페트 (トッペマ･マペット)
- 마카오(マカオ)와 죠마(ジョマ) ※ 이 둘은 악역이다.

### 조연
- 크레이 G 매드(クレイ･G･マッド)
- 쵸키리느 베스타(チョキリーヌ･べスタ)
- 스 노우맨 파(ス・ノーマン・パー)

### 단역
- 원장 선생님
- 요시나가 미도리(채성아)
- 마츠다카 우메(나미리)
- 고망 왕세자(ゴーマン王子)
- 메모리 미모리 왕세녀(メモリ･ミモリ姫)
- 트럼프의 정령(トランプの精)
- 액션가면&부리부리자에몽&건담로봇

### 특별 출연
- 부리부리 자에몽(プリブリヂャエモン/부리부리몬)
- 히나가타 아키코 (雛形あきこ/유하나)

## 음악

### 오프닝
따그닥으로 GO!

### 엔딩
작품성에 비해 앞의 3개의 극장판보다 흥행성적은 낮지만 엔딩곡인 SIX COLORS BOY는 인기가 많다. 가수는 영화에 특별출연한 히나가타 아키코이다.

## 평가
이 극장판은 내용면에서는 뛰어났으나, 일부는 정서에 맞지 않는 내용들이 많았다. 때문에 흥행이 이전 극장판보다 더 떨어졌다.

## 캐스트
- 노하라 신노스케 - 야지마 아키코
- 노하라 히로시 - 후지와라 케이지
- 노하라 미사에 - 나라하시 미키
- 고망 왕세자 - 호시 소이치로
- 토페마 마페트, 메모리 미모리 왕세녀 - 후치자키 유리코
- 마카오 - 오오츠카 호유추
- 죠마 - 타나카 히데유키
- 스 노우맨 파 - 후루카와 토시오
- 크레이 G 매드 - 츠지 신파치
- 쵸키리느 베스타 - 미유키 사나에
- 트럼프의 정령 (스게이나 스고이데스의 트럼프 정령(스게토라)) - 야나미 죠지
- 액션 가면 - 겐다 텟쇼
- 칸탐 로봇 - 오오타키 신야
- 부리부리 자에몽 - 시오자와 카네토
- 원장 선생님 - 나야 로쿠로
- 요시나가 미도리 선생님 - 타카다 유미
- 마츠다카 우메 선생님 - 토미자와 미치에
- 카자마 토루 - 마시마 마리
- 사쿠라다 네네 - 하야시 타마오
- 사토 마사오 - 스즈키 미에(이치류사이 테이유
- 보오 - 사토 치에
- 카와무라 야스오(치타) - 오오츠카 토모코
- 단 라자야 - 챠 후린
- TV캐스터 - 반도 나오키
- CM걸 - 코야마 유카리
- 테루노부 - 시라이시 아야코
- 히토시 - 시노미야 후코
- 역무원 - 미키 신이치로
- 입장계 - 야나기사와 에이지
- 종업원 - 유키노 사츠키
- 히나가타 아키코 - 히나가타 아키코

## 한국어 더빙 성우진(2008년 대원방송)
- 박영남 - 짱구
- 故 오세홍 - 짱구 아빠 / 트럼프 카드의 정령
- 강희선 - 짱구 엄마 / 맹구
- 윤여진 - 나미리 / 유하나
- 하은진 - 채성아
- 여민정 - 철수 / 토페마
- 정혜옥 - 훈이 / 죠끼리 누
- 장경희 - 흰둥이 / 유리 / 미모리 메모리 공주
- 신한호 - 죠마
- 현경수 - 원장 선생님 / 액션가면 / 클레이
- 엄상현 - 스노우맨 / 왕자
- 신용우 - 부리부리몬
- 故 유호한 - 건담로봇 / 마카오
- 정승욱 - 건담로봇

## 한국어 더빙 성우진(1999년 SBS)
- 박영남 - 짱구
- 故 오세홍 - 짱구 아빠
- 강희선 - 짱구 엄마
- 박은숙 - 철수(수재) / 트럼프 카드의 정령
- 이선 - 훈이(장군)
- 문지현 - 맹구(맹돌) / 채성아
- 지미애 - 토페마(도레미) / 메모리 미모리 공주
- 故 김관진 - 원장 선생님
- 故 이재명 - 마카오
- 김민석 - 액션가면 / 왕자 / 죠마

## 스태프
- 원작 : 우스이 요시토 《크레용 신짱》
- 캐릭터 원안 : 우스이 요시토
- 연출 : 하라 케이이치
- 작화감독 : 하라 카츠노리, 츠츠미 노리유키
- 미술감독 : 시바야마 에리코, 호시노 나오미
- 촬영감독 : 타카하시 히데코
- 점토 애니메이션 : 이시다 타쿠야
- 음악 : 아라카와 토시유키, 미야자키 신지
- 녹음감독 : 오오쿠마 아키라
- 편집 : 오카야스 하지메
- 프로듀서 : 모기 히토시, 호리우치 타카시, 오오타 켄지
- 감독 : 혼고 미츠루
- 각본 : 혼고 미츠루, 하라 케이이치
- 캐릭터 디자인 : 하라 카츠노리
- 설정 디자인 : 유아사 마사아키
- 그림 콘티 : 혼고 미츠루, 하라 케이이치, 유아사 마사아키
- 색채 설계 : 노나카 사치코
- 특수효과 : 도이 미치아키
- 동화 체크 : 오하라 켄지
- 연출 조수 : 미즈시마 츠토무
- 마무리 검사 : 마츠타니 사나에, 호리코시 토모코
- 동화 : 스튜디오 정글짐, 프로덕션 I.G, I.G 니이가타, 무겐칸
- 마무리 : 스튜디오 시마, 트레이스 스튜디오 M, 라이트 풋, 프로덕션 I.G
- 배경 : 스튜디오 유니, 아틀리에 로쿠
- 벽화 디자인 : 노무라 카나코
- 촬영 : 아사히 프로덕션
- 효과 : 마츠다 아키히코 (피즈 사운드 크리에이션)
- 녹음 스튜디오 : APU 스튜디오
- 정음 : 시바타 노부히로, 우치야마 히로아키, 타나카 아키요시, 야마모토 히사시, 타구치 노부타카
- 녹음제작 : 오디오 플래닝 유
- 녹음제작 데스크 : 오자와 메구미
- 편집 : 코지마 토시히코, 나카하 유미코, 무라이 히데아키, 카와사키 아키히로, 미야케 요시키
- 타이틀 : 미치카와 아키라
- 현상 : 도쿄 현상소
- 제작 데스크 : 야마카와 준이치, 카시와바라 켄지
- 제작진행 : 카이세이 사토시, 와다 야스시, 사이토 아츠시, 벳시 나오키
- 음악협력 : 이매진
- 기술협력 : 모리 미키오
- 제작 : 신에이 동화, ASATSU, 테레비 아사히
- 배급 : 토호

### 원화
- 유아사 마사아키, 안도 마사히로, 타카쿠라 요시히코, 하야시 시즈카, 오오츠카 마사미
- 마츠야마 마사히코, 요시다 타다카츠, 스에요시 유우이치로, 니시무라 히로유키, 시게쿠니 유지
- 아라카와 마사츠구, 시모다 마사미, 이시이 사토미, 마마다 마스오, 이리에 야스토모
- 오오쿠라 마사히코, 이시다 아츠코, 하라 카츠노리, 츠츠미 노리유키

## VHS·DVD
- VHS - 1997년 4월 25일 반다이 비주얼에서 발매
- DVD - 2003년 11월 28일 반다이 비주얼에서 발매

## 같이 보기
- 짱구는 못말려 (영화 시리즈)